# كانت ملاكا (فلم)
كانت ملاكا فيلم مصري تم إنتاجه عام 1947، من تأليف أحمد جلال وعباس كامل إخراج عباس كامل و بطولة ماري كويني ويحيى شاهين.

## فريق العمل
إخراج: عباس كامل
تأليف:
- أحمد جلال
- عباس كامل

إنتاج: أحمد جلال
طاقم العمل:
- ماري كويني
- يحيى شاهين
- فاتن حمامة
- سعيد خليل
- ثريا فخري
- عبد العزيز خليل

## روابط خارجية
- مقالات تستعمل روابط فنية بلا صلة مع ويكي بيانات